# Furto del Black Code
Uno degli eventi che ha segnato le sorti delle operazioni militari in Nord Africa durante la Seconda guerra mondiale è stato il furto del Black Code, il codice utilizzato dagli addetti militari delle ambasciate statunitensi per comunicare con il Dipartimento di Stato. La sua conoscenza, infatti, permise alle Potenze dell'Asse di conoscere in anticipo le operazioni degli Alleati nel periodo 1941-1942.

## Storia
Il codice fu sottratto all'ambasciata americana di Roma da parte di due carabinieri del SIM (Servizio Informazioni Militare) diretto dal colonnello Cesare Amè, grazie anche alla complicità di due uscieri italiani.
Gli uscieri, infatti, riuscirono a prendere un calco della chiave che apriva la cassaforte utilizzata dal colonnello Norman Fiske, uno degli addetti dell'ambasciata, e dove si custodiva anche il black code.

La chiave fu poi riprodotta e provata con successo. A questo punto intervennero due carabinieri della Sezione "P" (Prelevamento), comandata dal colonnello Manfredi Talamo, che nottetempo e con la complicità degli uscieri (uno si chiamava Loris Gherardi) entrarono nell'ambasciata, prelevarono il codice, lo portarono nel quartier generale del SIM per fotografarlo e quindi lo riposero nuovamente al suo posto.
Il tutto avvenne nel settembre 1941, cioè quando gli Stati Uniti non erano ancora entrati in guerra e quindi erano una nazione neutrale.
Le informazioni così carpite divennero molto interessanti soprattutto quando, con l'entrata in guerra degli Stati Uniti nel dicembre 1941, il colonnello statunitense Frank Bonner Fellers fu trasferito al Cairo come ufficiale di collegamento con il comando britannico e cominciò ad utilizzare il codice per inviare informazioni dettagliate sulla situazione delle truppe e le intenzioni dei comandanti. Il codice, infatti, non fu cambiato con l'entrata in guerra degli Stati Uniti e così Feller, a sua insaputa, divenne una preziosa fonte di informazioni per le forze dell'Asse, contribuendo non poco ai successi di Rommel che quotidianamente riceveva un bollettino con quanto intercettato. Il SIM infatti passava ai tedeschi solo le trascrizioni e non condivise mai con gli alleati tedeschi le chiavi del codice stesso.
Ma gli italiani non sapevano che il Chiffrierabteilung, l'ufficio di crittoanalisi tedesco, nell'autunno del 1941 era riuscito a sua volta a decodificare lo stesso codice e nella loro stazione di ascolto posta in un castello medioevale di Lauf an der Pegnitz presso Norimberga avevano 150 tecnici che ascoltavano le stesse trasmissioni e le decodificavano.
I messaggi di Feller (che Rommel cominciò ad indicare come "die gute Quelle", la buona fonte in tedesco) erano facilmente riconoscibili tra i tanti che viaggiavano nell'etere, in quanto l'ufficiale li inviava sempre a MILID WASH (Military Intelligence Division, Washington) o AGWAR WASH (Adjutant General, War Department, Washington) e li firmava invariabilmente con FELLERS.
Grazie alle informazioni ricevute, Rommel poté così manovrare meglio conoscendo in anticipo le mosse dell'avversario.

I messaggi di Feller furono essenziali anche mettere in allarme le potenze dell'Asse sulle operazioni Vigorous ed Harpoon, due convogli inviati, rispettivamente, da Gibilterra ed Alessandria d'Egitto per rifornire Malta tra il 14 ed il 16 giugno 1942: per i continui attacchi subiti il convoglio proveniente da Gibilterra fu costretto a rientrare, di quello partito da Alessandria giunsero a destinazione solo due mercantili su sei.
Il SIM intercettando un messaggio del colonnello Feller rilevò che nel giugno 1942 due convogli alleati sarebbero giunti a Malta, e così nella battaglia di mezzo giugno ci fu uno dei successi della Regia Marina nella seconda guerra mondiale.
Poiché gli italo-tedeschi agivano, sia nel teatro del Mediterraneo che in quello Nord Africano, sempre d'anticipo mostrando di conoscere in dettaglio i loro piani, gli inglesi cominciarono a sospettare una falla nel loro sistema di sicurezza, intuendo anche che era rappresentata da Feller. Ma non poterono provarlo.
Poi accadde l'inatteso: il 26 giugno la radio tedesca trasmise un radiodramma ambientato in un ufficio informazioni britannico o statunitense che raccontava di un ufficiale alleato al Cairo che trasmetteva informazioni a Washington. Gli americani cambiarono immediatamente il codice e richiamarono Feller in patria. Così Rommel perse la sua principale fonte di informazioni nella guerra d'Africa.
Feller fu posto sotto inchiesta ma fu prosciolto.
La conferma della falla gli inglesi la ottennero il 10 luglio quando la compagnia intercettazioni del 621º battaglione trasmissioni dell'Africa Korps, comandata dal capitano Alfred Seebohm si trovò suo malgrado a dover tappare una falla nelle linee dell'Asse; Seebohm morì insieme con parte del suo personale altamente addestrato e parte dei documenti cadde in mano nemica. Gli inglesi quando esaminarono le carte sequestrate vi trovarono le trascrizioni dei messaggi di Feller.